# Алту-Алегри (Рорайма)

Алту-Алегри на карте штата.

Алту-Алегри (порт. Alto Alegre)  —  муниципалитет в Бразилии, входит в штат Рорайма. Составная часть мезорегиона Север штата Рорайма. Входит в экономико-статистический  микрорегион Боа-Виста. Население составляет 16 448 человек на 2010 год. Занимает площадь 25567,031 км². Плотность населения — 0,64 чел./км².

## История
Город основан 1 июня 1982 года. 

## Границы
Муниципалитет граничит:	
- на севере — муниципалитет Амажари
- на востоке — муниципалитет Боа-Виста
- на юге — муниципалитеты Мукажаи, Ирасема
- на западе — Венесуэла

## Демография
Согласно сведениям, собранным в ходе переписи 2010 г. Национальным институтом географии и статистики (IBGE), население муниципалитета составляет:
| Полное население                               | Полное население                               | Полное население                               | Полное население                               | 16 448 |
| ---------------------------------------------- | ---------------------------------------------- | ---------------------------------------------- | ---------------------------------------------- | ------ |
| в том числе:                                   | Городское население                            | 4 780                                          | Процент городского населения, %                | 29,06  |
|                                                | Сельское население                             | 11 668                                         | Процент сельского населения, %                 | 70,94  |
|                                                | Мужское население                              | 8 676                                          | Процент мужского населения, %                  | 52,75  |
|                                                | Женское население                              | 7 772                                          | Процент женского населения, %                  | 47,25  |
| Плотность населения, чел/км²                   | Плотность населения, чел/км²                   | Плотность населения, чел/км²                   | Плотность населения, чел/км²                   | 0,64   |
| Население муниципалитета в % к населению штата | Население муниципалитета в % к населению штата | Население муниципалитета в % к населению штата | Население муниципалитета в % к населению штата | 3,65   |

По данным оценки 2015 года население муниципалитета составляет 16 176 жителей.

## Важнейшие населенные пункты
| № | Населённый пункт | Населённый пункт (порт.) | Категория         | Население чел. (2010) (место среди н.п. штата) | На карте                       |
| - | ---------------- | ------------------------ | ----------------- | ---------------------------------------------- | ------------------------------ |
| 1 | Алту-Алегри      | Alto Alegre              | город             | 4 780 (5)                                      | 2°59′22″ с. ш. 61°18′25″ з. д. |
| 2 | Барата           | Barata                   | индейская деревня | 571 (35)                                       | 3°16′19″ с. ш. 61°04′19″ з. д. |
| 3 | Бокейран         | Boqueirão                | индейская деревня | 366 (47)                                       | 3°17′22″ с. ш. 61°17′21″ з. д. |
| 4 | Пиум             | Pium                     | индейская деревня | 309 (54)                                       | 3°24′55″ с. ш. 61°05′49″ з. д. |
| 5 | Тайану           | Taiano                   | поселок           | 272 (58)                                       | 3°17′18″ с. ш. 61°05′25″ з. д. |
| 6 | Сукуба           | Sucuba                   | индейская деревня | 149 (85)                                       | 3°00′24″ с. ш. 61°09′51″ з. д. |
| 7 | Анта             | Anta                     | индейская деревня | 106 (101)                                      | 3°21′59″ с. ш. 61°09′11″ з. д. |
| 8 | Мангейра         | Mangueira                | индейская деревня | 76 (116)                                       | 3°17′20″ с. ш. 61°23′04″ з. д. |
| 9 | Сурукуку         | Surucucu                 | индейская деревня | 68 (119)                                       | 2°50′11″ с. ш. 63°39′01″ з. д. |

## Статистика
- Валовой внутренний продукт на 2005 составляет 115.786.000,00 реалов (данные: Бразильский институт географии и статистики).
- Валовой внутренний продукт на душу населения на 2005 составляет 5.239,00 реалов (данные: Бразильский институт географии и статистики).
- Индекс развития человеческого потенциала на 2000 составляет 0,662 (данные: Программа развития ООН).

## География
Климат местности: экваториальный.